# 黄美姬
黄美姬（韩文：황미희，英文：Hwang Mi Hee，又译黄美熙，1982年1月21日—）是一位韩国的女模特。与另两位超级模特林智慧（임지혜/Lim Ji Hye）和李智友（이지우/Lee Ji Woo)并称当今韩国的三大车模。

## 资料
- 三围：33(D)-24-35
- 身高：174公分
- 体重：51公斤
- 血型：O型
- 爱好：看电影、看书、运动